# Вулфсон, Мортон
Мортон Юджин Вулфсон (англ. Morton Eugene Wolfson; 27 марта 1916, Чикаго — 21 ноября 1997, Тусон) — коммандер ВМС США, в годы Второй мировой войны участвовал в охране арктических конвоев.

## Биография
Мортон Юджин Вулфсон родился 27 марта 1916 года в Чикаго, штат Иллинойс. Из еврейской семьи. Учился в школе О'Киф, окончил среднюю школу Гайд-Парк. Учился в университетах штата Мичиган и Юты, на флоте с 1940 года. Окончил офицерские курсы Военно-морской академии США в 1941 году. В 1942 году в звании лейтенанта был командиром артиллерии парохода «Дэниел Морган», участвовавшего в доставке грузов в СССР в составе конвоя PQ-17 — в одном из переходов немцами были потоплены 26 из 38 кораблей, в том числе «Дэниел Морган», сбивший три немецких самолёта и торпедированный позже подлодкой U-88. Британцы же бросили все транспортные корабли на произвол судьбы, позже уведя свои корабли охраны.
Утром 6 июля 1942 года капитан танкера «Донбасс» М. И. Павлов, который перевозил из США через Атлантику льняное масло для нужд СССР, вёл своё судно к Новой Земле, уводя корабль от немецких подлодок. Экипаж заметил в проливе Маточкин Шар три шлюпки с людьми — это и была команда парохода «Дэниэл Морган». Моряков приняли на борт танкера, который был вооружён американскими морскими орудиями и мог спокойно отстреливаться: Вулфсон помог починить орудия, в том числе и кормовое. В середине того же дня танкер подвергся налёту пикирующих бомбардировщиков люфтваффе, но заградительный огонь, который вели советские и американские моряки, не позволил немцам точно сбросить бомбы. 9 июля у побережья Мурманска на танкер ринулся одиночный бомбардировщик Junkers Ju 88, однако на своём втором заходе он был подбит попаданием американцев, занявших позиции у орудия, и полетел в сторону Норвегии, дымя и теряя высоту.
Военно-морской атташе США в Архангельске получил от капитана М. И. Павлова записку, в которой тот выражал благодарность Вулфсону и его товарищам, а позже начальник Главсевморпути подал И. В. Сталину прошение о награждении советских и американских моряков наградами. 7 июля 1945 года указом Президиума Верховного Совета СССР лейтенант Вулфсон был награждён орденом Отечественной войны I степени, награду вручал посол СССР в США А. С. Панюшкин. В Великобритании он был удостоен Креста «За выдающиеся заслуги» как участник конвоя. На родине же в марте 1943 года Вулфсон был награждён медалью «Серебряная звезда» за выдающуюся храбрость и упорство в борьбе против немецких сил во вражеских водах.
Дальнейшую службу Вулфсон проходил в Средиземном море, в Атлантическом и Тихом океанах, однако из-за последствий тяжёлого ранения, полученного во время патрулирования острова Сицилия, вынужден был в 1946 году досрочно уйти в отставку в звании коммандера. До 1948 года он получал ежемесячную пенсию ветерана войны из СССР (около 15 долларов США), а с 1948 года получал американскую пенсию в размере 12 долларов ежемесячно. После войны работал в компании Keebler Co., отвечая за поставки для нужд военных и внешнюю торговлю, а также на предприятии Powell Muffler; был генеральным менеджером компании Charm Tread Monticello Mills в Монтиселло, штат Арканзас. В 1951 году он женился на Эдит Пеннер, с которой прожил 46 лет.
Вулфсон скончался 21 ноября 1997 года в медицинском центре в Тусоне, штат Аризона; его пережили жена Эдит, сын Джон, дочери Лора и Эмили, а также семь внуков и трое сестёр. Вулфсон был похоронен на Арлингтонском национальном кладбище; по завещанию в память о Вулфсоне был проведён джазовый концерт для его родных и близких. Жена Эдит, скончавшаяся в 2016 году, упокоилась рядом с ним. Некоторыми[кто?] считается, что именно история службы Вулфсона на танкере «Донбасс» послужила основой для знаменитой песни военных лет «Джеймс Кеннеди».